# Novi Vinodolski
Novi Vinodolski es una ciudad de Croacia en el condado de Primorje-Gorski Kotar.

## Geografía
Se encuentra a una altitud de 32 m s. n. m. a 176 km de la capital nacional, Zagreb.

## Demografía
En el censo 2011 el total de población de la ciudad fue de 5113 habitantes, distribuidos en las siguientes localidades:
- Bater -  111
- Bile -  5
- Breze -  4
- Crno -  1
- Donji Zagon - 145
- Drinak -  8
- Gornji Zagon -  8
- Jakov Polje - 17
- Javorje -  2
- Klenovica -  307
- Krmpotske Vodice -  0
- Ledenice - 173
- Luka Krmpotska - 2
- Novi Vinodolski -  4 005
- Podmelnik -  0
- Povile -  231
- Ruševo Krmpotsko -  4
- Sibinj Krmpotski -  43
- Smokvica Krmpotska - 47
- Zabukovac - 23

| Gráfica de población de Novi Vinodolski 1857-2011                   |
|                                                                     |
| Según los censos de población de la oficina estadística de Croacia. |